# John Calipari

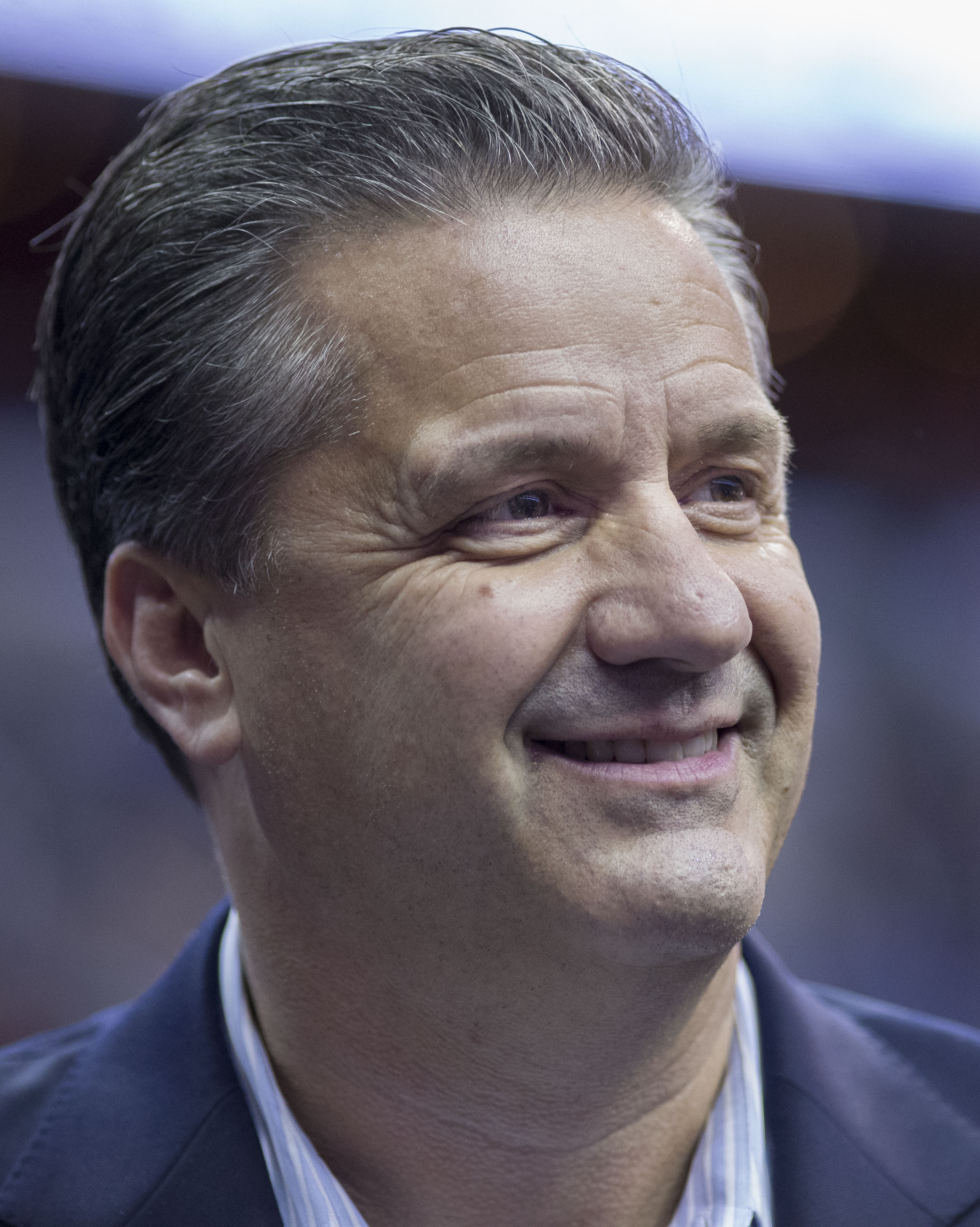
John Calipari (2014)

John Vincent Calipari (* 10. Februar 1959 in Moon Township, Pennsylvania) ist ein US-amerikanischer Basketballtrainer, der die Basketballmannschaft der University of Alabama trainiert. Als Trainer der University of Kentucky (2009 bis 2024) betreute er namhafte Spieler wie John Wall, Anthony Davis und Karl-Anthony Towns.

## Karriere
Calipari spielte als Schüler Basketball an der Moon Area High School in Coraopolis (US-Bundesstaat Pennsylvania). Von 1978 bis 1980 studierte und spielte er an der University of North Carolina at Wilmington, dann von 1980 bis 1982 an der Clarion University of Pennsylvania. Nach dem Hochschulabschluss wurde er 1982 Assistenztrainer an der University of Kansas. Dort arbeitete er unter anderem unter Cheftrainer Larry Brown. Von 1985 bis 1988 war Calipari Assistenztrainer an der University of Pittsburgh, ehe er 1988 seine erste Cheftrainertätigkeit an der University of Massachusetts erhielt. An der „UMass“ gehörte Marcus Camby zu seinen Schützlingen. Dieser wurde der erste Spieler, dem Calipari zum Sprung in die NBA verhalf. Mit Massachusetts erreichte er 1996 das Final Four der NCAA.
Zwischen 1996 und 1999 wurde er Trainer in der National Basketball Association (NBA) bei den New Jersey Nets. Er konnte jedoch die Erwartungen nicht erfüllen und wurde Mitte März 1999 nach drei Siegen und 17 Niederlagen seit dem Beginn der Saison 1998/99 entlassen. In seinem ersten Spieljahr als Trainer der New Jersey Nets führte er die Mannschaft zu 26 Siegen und 56 Niederlagen, in der Saison 1997/98 gelangen 43 Siege bei 39 Niederlagen. Calipari übernahm kurz darauf eine Stelle als Assistenztrainer bei den Philadelphia 76ers, die erneut von Larry Brown betreut wurden.
Im Jahr 2000 übernahm Calipari die University of Memphis und baute dort eine erfolgreiche Mannschaft auf, für die er hochtalentierte High-School-Basketballer aus dem ganzen Land anlockte. So spielten unter anderem Dajuan Wagner, Derrick Rose und Tyreke Evans für die Tigers. 2008 erreichte man das Endspiel der NCAA, unterlag jedoch der University of Kansas.
2009 trat Calipari die Cheftrainerstelle an der University of Kentucky an. Trotz erneut vielversprechender Talente wie John Wall, DeMarcus Cousins und Eric Bledsoe schieden die Wildcats 2010 in der ersten Runde des NCAA-Meisterschaftsturniers aus. Ein Jahr darauf verpasste man wieder das Endspiel, obwohl mit Brandon Knight und Terrence Jones weitere spätere Berufsbasketballspieler zur Mannschaft zählten. 2012 gewann Calipari den NCAA-Titel mit Kentucky. Im Kader der Wildcats befanden sich unter anderem Anthony Davis und Michael Kidd-Gilchrist, die anschließend in die NBA wechselten. 2014 verlor Caliparis Mannschaft erst im Endspiel, 2015 führte er Kentucky ins Halbfinale, dort verlor man nach zuvor 38 Saisonsiegen in Folge.
Calipari machte sich vor allem in Kentucky einen Namen als Trainer, der begabte Jugendspieler aus dem ganzen Land holte und sie auf den Sprung ins Profilager vorbereitete. Mehrere von ihnen wurden beim jährlichen NBA-Draftverfahren an hohen Platzierungen ausgewählt, seine ehemaligen Spieler John Wall, Anthony Davis, Derrick Rose und Karl-Anthony Towns sogar an erster Stelle. Mit Davis and Kidd-Gilchrist wurden 2012 bei dem Verfahren zwei Calipari-Schützlinge als erster und zweiter Spieler aufgerufen. 2019 einigte sich Calipari auf einen neuen Vertrag mit der University of Kentucky. Für diesen wurde eine Laufzeit von zehn Jahren vereinbart. Von 2017 bis 2019 gehörte Caliparis Sohn Brad zu seinen Spielern in Kentucky und war in der Saison 2021/22 Mitglied des Trainerstabes.
Zwischen 2011 und 2012 betreute Calipari die Basketballnationalmannschaft der Dominikanischen Republik. Mit dieser gewann er 2011 die Bronzemedaille bei der Amerikameisterschaft und 2012 Gold bei der Centrobasket. 2012 verpasste er mit der Mannschaft knapp den Sprung zu den Olympischen Sommerspielen.
2015 wurde Calipari in die Naismith Memorial Basketball Hall of Fame aufgenommen.
Im April 2024 trat Calipari als Trainer der University of Kentucky zurück. Der Entscheidung waren zwei mäßig erfolgreiche Spielzeiten vorausgegangen. In seiner 15-jährigen Amtszeit kam er auf eine Bilanz von 410 Siegen und 123 Niederlagen. Er gewann mit Kentucky 2012 den NCAA-Meistertitel sowie insgesamt sechsmal die Meisterschaft in der Southeastern Conference. Die University of Alabama gab kurz nach Caliparis Abschied von der University of Kentucky dessen Verpflichtung als Cheftrainer bekannt.